# Richard L. Neuberger

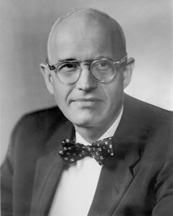
Richard L. Neuberger

Richard Lewis Neuberger (* 26. Dezember 1912 im Multnomah County, Oregon; † 9. März 1960 in Portland, Oregon) war ein US-amerikanischer Politiker (Demokratische Partei), der den Bundesstaat Oregon im US-Senat vertrat.
Richard Neuberger kam in einem ländlichen Gebiet des Multnomah County zur Welt und wuchs in der Nähe von Portland auf. Er machte 1935 seinen Abschluss an der University of Oregon und arbeitete zu dieser Zeit auch als Redakteur der Studentenzeitung Oregon Daily Emerald, die später zu einer regulären Tageszeitung wurde. Ebenfalls noch als Student begann Neuberger für die New York Times zu schreiben; 1939 wurde er deren Korrespondent für den amerikanischen Nordwesten. Zudem betätigte er sich auch als Buchautor.
Im Jahr 1941 übernahm Neuberger als Abgeordneter im Repräsentantenhaus von Oregon erstmals ein politisches Mandat. Seine Laufbahn wurde durch den Zweiten Weltkrieg unterbrochen, an dem er als Offizier der US Army von 1942 bis 1945 teilnahm. Nach seinem Abschied vom Militär arbeitete Neuberger wieder für die New York Times, ehe er 1949 in den Senat von Oregon gewählt wurde.
Neuberger bewarb sich 1954 um einen der beiden Sitze Oregons im US-Senat. Er war erfolgreich und wurde als erstes Mitglied seiner Partei seit 1914 in diese Parlamentskammer gewählt. Dort gehörte er zum liberalen Flügel seiner Fraktion. Zu seinen wichtigen Initiativen gehörte der 1956 erstmals eingebrachte Alaska Mental Health Enabling Act, der die Verbesserung der psychohygienischen Betreuung im Alaska-Territorium erreichen sollte. 1959 verfasste er einen Gesetzesentwurf zur Schaffung der Oregon Dunes National Recreation Area, eines Erholungsgebietes an der Küste seines Heimatstaates. Nachdem das Gesetz zwölf Jahre lang abgelehnt worden war, fand sich 1972 schließlich eine Mehrheit.
Dies erlebte Richard Neuberger allerdings nicht mehr mit. Am 9. März 1960 erlitt er einen Schlaganfall, an dessen Folgen er im Alter von 47 Jahren verstarb. Seine Frau Maurine, die er 1945 geheiratet hatte, wurde zu seiner Nachfolgerin gewählt; zwischenzeitlich nahm Hall S. Lusk das Mandat kommissarisch wahr. Die Neuberger Hall an der Portland State University trägt zu Ehren des Politikers dessen Namen.